# Kapustajärvi
Kapustajärvi är en sjö i Finland. Den ligger i kommunen Kittilä i landskapet Lappland, i den norra delen av landet, 900 km norr om huvudstaden Helsingfors. Kapustajärvi ligger 195,2 meter över havet. Arean är 11,9 hektar och strandlinjen är 1,6 kilometer lång. Sjön  ingår i Kemi älvs huvudavrinningsområde.   Den ligger vid sjön Vuossajärvi.